# 12 juli
12 juli is de 193ste dag van het jaar (194ste dag in een schrikkeljaar) in de gregoriaanse kalender. Hierna volgen nog 172 dagen tot het einde van het jaar.

## Gebeurtenissen
- Algemeen
  - 1275 - De Eerste Romeinse brug van Maastricht stort in tijdens een processie, met ca. 400 doden als gevolg.
  - 1646 - Bij een brand in de kruittoren van het Kasteel Bredevoort komen 40 mensen om.
  - 1967 - Rassenrellen beginnen in Newark New Jersey. De rellen duren vier dagen en 27 mensen komen om.
  - 1993 - Een hittegolf aan de Atlantische kust van Verenigde Staten en overstromingen van de Mississippi in het midden-westen kosten zeker 65 Amerikanen het leven.
  - 2005 - Thunder Horse, het grootste half-afzinkbare olieplatform ter wereld, wordt met een zware slagzij aangetroffen na orkaan Dennis.
  - 2025 - Frankrijk roept 12 juli uit tot herdenkingsdag voor Alfred Dreyfus, bekend van de Dreyfusaffaire, een gerechtelijk schandaal rond 1900.[1]

- Oorlog
  - 1641 - Portugal en de Republiek der Zeven Verenigde Nederlanden sluiten een Verdrag van Defensieve en Offensieve Alliantie. Doordat beide partijen het verdrag niet respecteren heeft het geen effect in de Portugese koloniën (Brazilië en Angola) onder Nederlandse heerschappij.
  - 1690 - Koning Willem III (van Oranje) en zijn Engelse troepen winnen de Slag aan de Boyne tegen de Ierse katholieken.
  - 1944 - Generaal Theodore Roosevelt jr. overlijdt op zijn divisiehoofdkwartier in Normandië ten gevolge van een hartaanval.
  - 1993 - Een menigte woedende Somaliërs doodt vier buitenlandse journalisten na een aanval van VN-troepen op een gebouw van de militie van de gezochte Somalische krijgsheer Mohammed Farrah Aidid, waarbij zeker zestien Somaliërs werden gedood.
  - 1995 - Begin van de Genocide in Srebrenica, dat toen onder de bescherming van de Nederlandse UNPROFOR-militairen stond, Val van Srebrenica.
  - 2006 - Israël verklaart Hezbollah de oorlog, nadat Hezbollah twee Israëlische soldaten heeft ontvoerd.
  - 2012 - De islamistische beweging Ansar Dine verovert de stad Ansogo op de Malinese rebellen van de MNLA.

- Politiek
  - 1917 - Troonsafstand van koning Constantijn I van Griekenland.
  - 1975 - Sao Tomé en Principe wordt onafhankelijk van Portugal.
  - 1979 - Kiribati wordt onafhankelijk.
  - 1990 - Boris Jeltsin, de president van de republiek Rusland, kondigt op de laatste dag van het congres van de Communistische Partij aan dat hij de partij zal verlaten.
  - 1994 - Het Constitutionele Hof van de Midden-Afrikaanse staat Burundi verlengt de ambtstermijn van interim-president Sylvestre Ntibantunganya met drie maanden.
  - 2005 - Prins Albert II van Monaco bestijgt de troon van het prinsdom Monaco op de verjaardag van zijn overgrootvader Lodewijk II van Monaco.

- Recreatie
  - 1975 - Europa-Park wordt geopend.
  - 1989 - In Tokyo Disneyland wordt de attractie Star Tours geopend.

- Religie
  - 1691 - Kardinaal Antonio Pignatelli wordt gekozen tot paus Innocentius XII.
  - 1730 - Kardinaal Lorenzo Corsini wordt gekozen tot paus Clemens XII.

- Sport
  - 1887 - Oprichting van Odense Cricketklub, waar twee jaar later de Deense voetbalclub Odense BK uit voortkomt.
  - 1908 - Noorwegen en Zweden spelen beide de allereerste officiële interland uit hun geschiedenis. Het onderlinge vriendschappelijke duel in Göteborg eindigt in een 11-3 overwinning voor Zweden.
  - 1952 - Opening van het Ljudski vrt Stadion in Maribor, Slovenië.
  - 1998 - Gastland Frankrijk wint voor de eerste keer in de geschiedenis de wereldtitel door Brazilië met 3-0 te verslaan in de finale van het WK voetbal.
  - 1998 - De Italiaanse Fabiana Luperini wint voor de vierde keer op rij – een record – de Giro Donne, de vrouwelijke tegenhanger van de Ronde van Italië.
  - 2012 - Opening van voetbalstadion Stade Océane in de Franse stad Le Havre.
  - 2019 - Sifan Hassan loopt in Monaco een wereldrecord op de Engelse mijl. Ze kwam tot een tijd van 4.12,33 en was daarmee een fractie sneller dan het wereldrecord van 23 jaar geleden.
  - 2019 - De 7e etappe van de Tour de France is gewonnen door Dylan Groenewegen.

- Wetenschap en technologie
  - 1957 - Dr. Leroy Burney legt voor het eerst verband tussen roken en longkanker.
  - 1970 - De RA II van de Noorse antropoloog Thor Heyerdahl bereikt het West-Indische eiland Barbados na in 57 dagen de afstand van 6200 kilometer tussen Afrika en Midden-Amerika te hebben afgelegd.
  - 1989 - Lancering van een Ariane 3 raket van Arianespace vanaf Centre Spatial Guyanais in Kourou, Frans-Guyana met aan boord Olympus-1, een communicatiesatelliet van ESA. Het is de grootste civiele telecommunicatiesatelliet die tot nu toe gebouwd is.[2][3]
  - 2022 - De Amerikaanse president Joe Biden toont in een livestream van NASA de eerste afbeelding die door de James Webb ruimtetelescoop is gemaakt. Het gaat om een afbeelding van een gebied in de ruimte dat bekend is als SMACS 0723.[4]

## Geboren

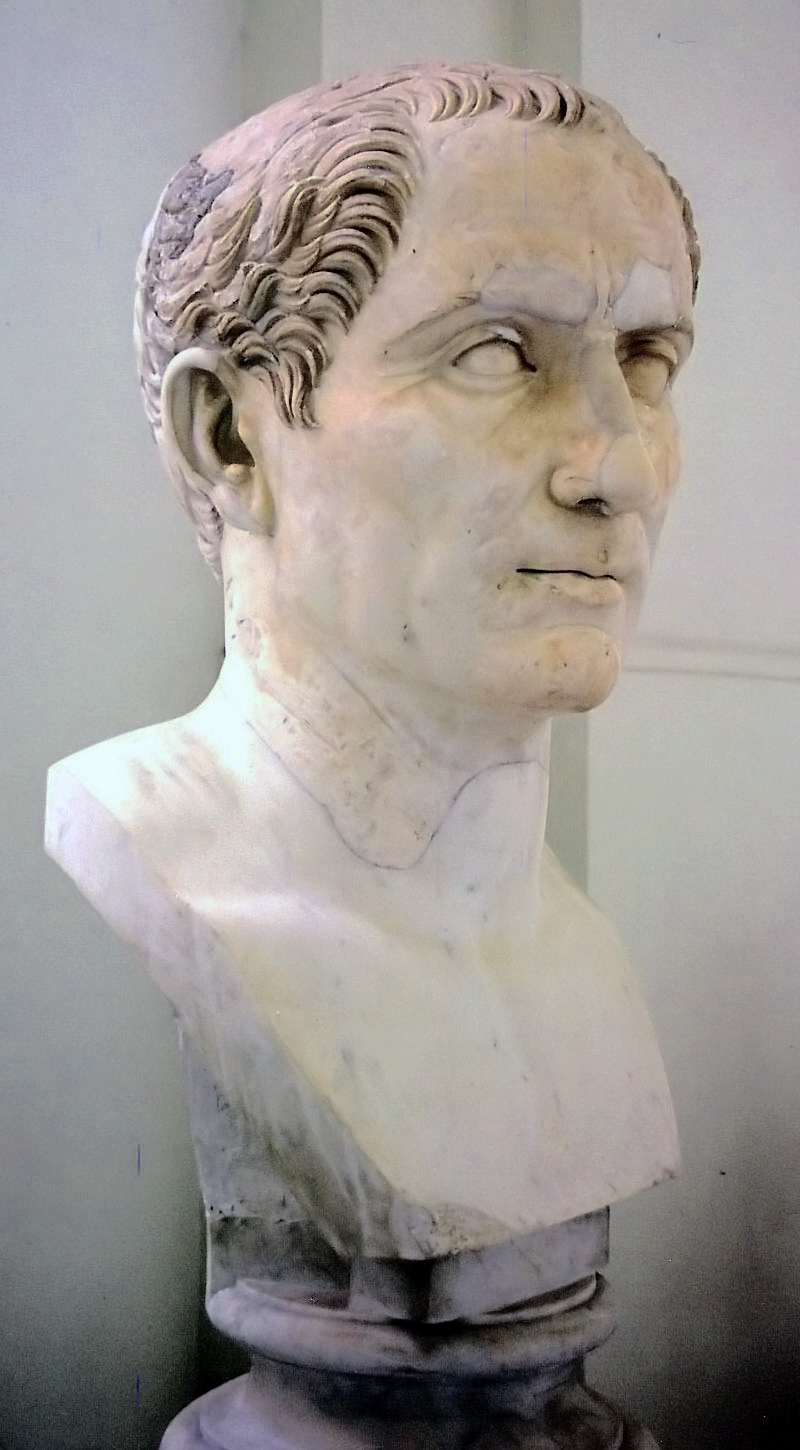
Julius Caesar
geboren in 100 v.Chr.

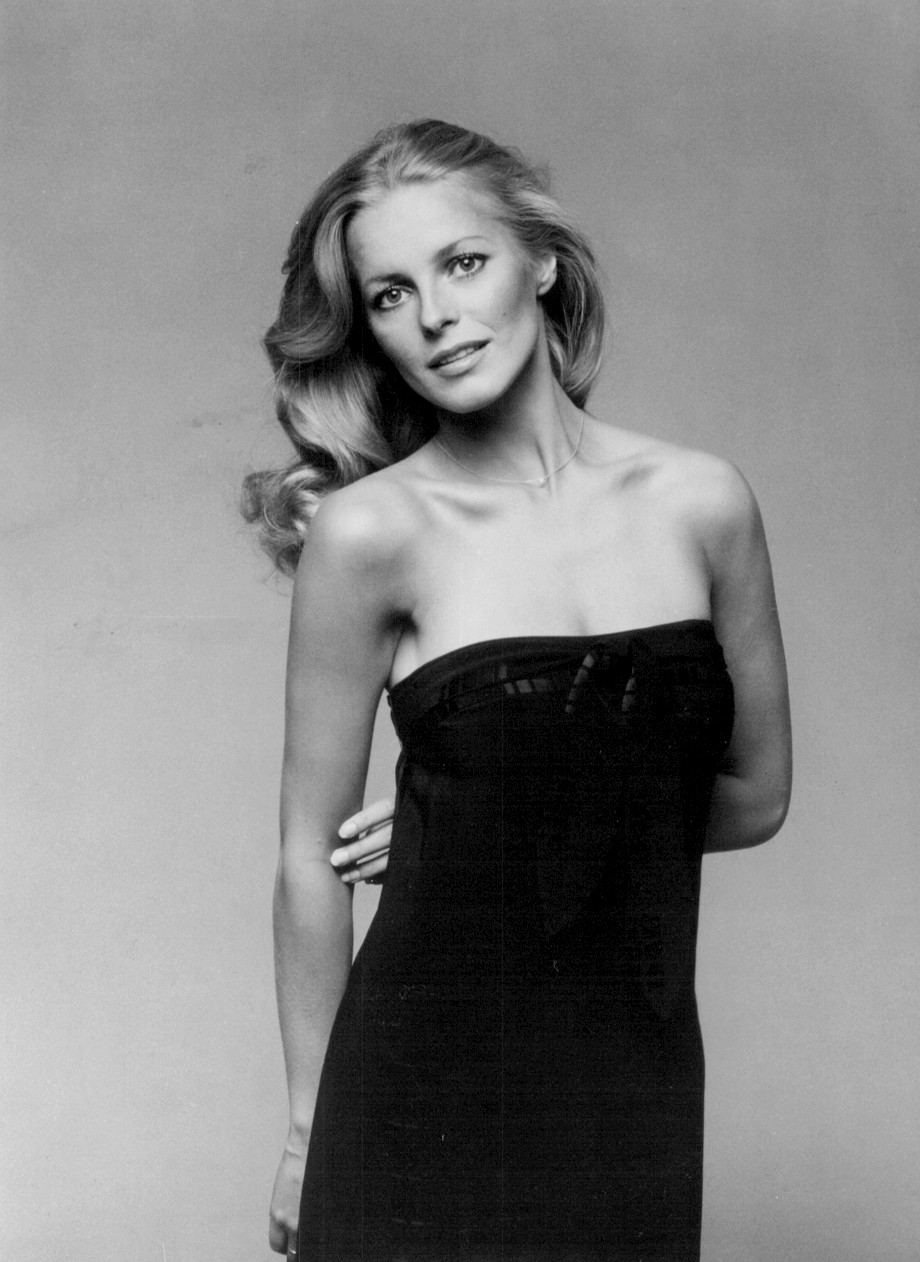
Cheryl Ladd (in 1977)
geboren in 1951

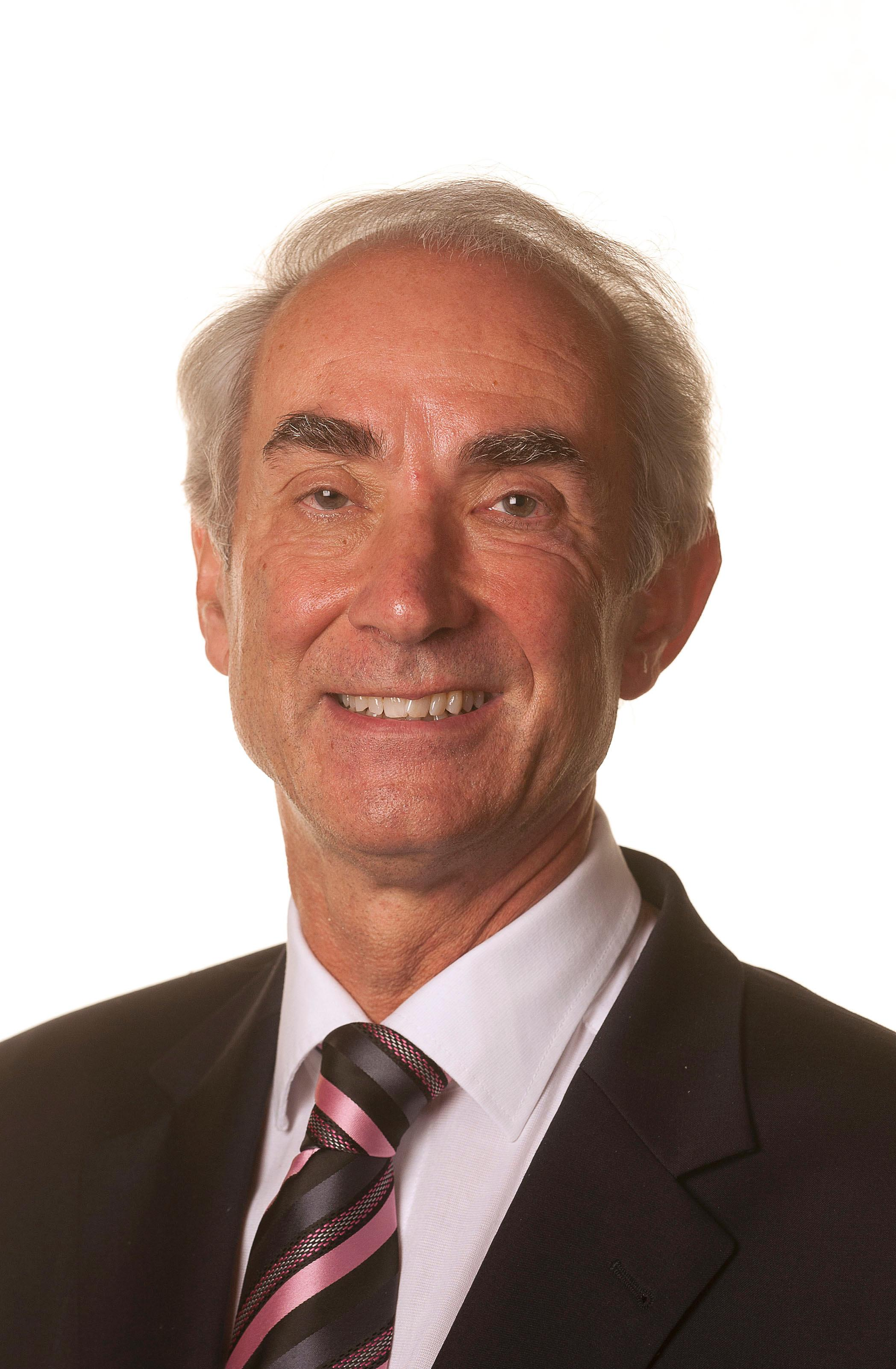
Gerd Leers
geboren in 1951

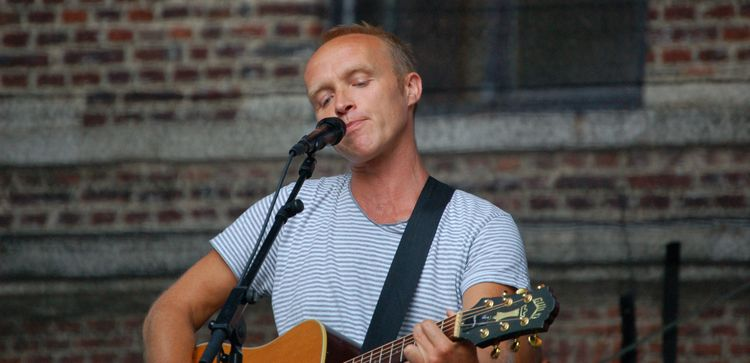
Stef Bos
geboren in 1961

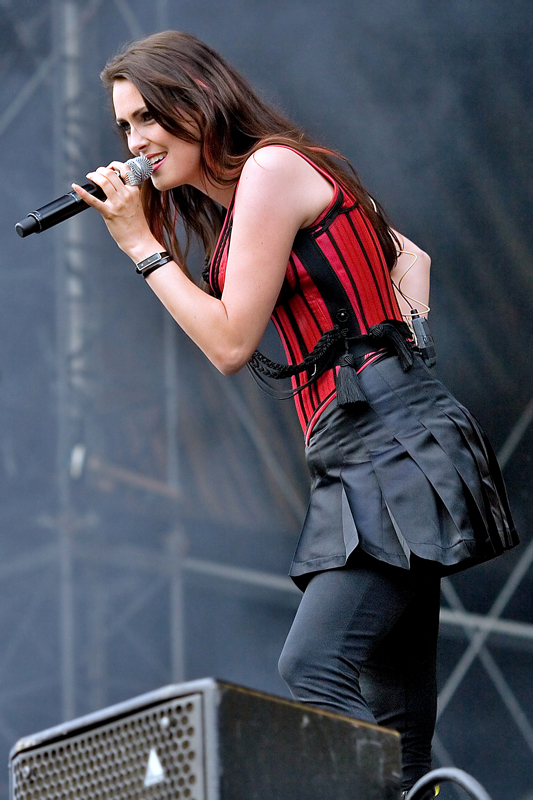
Sharon den Adel
geboren in 1974

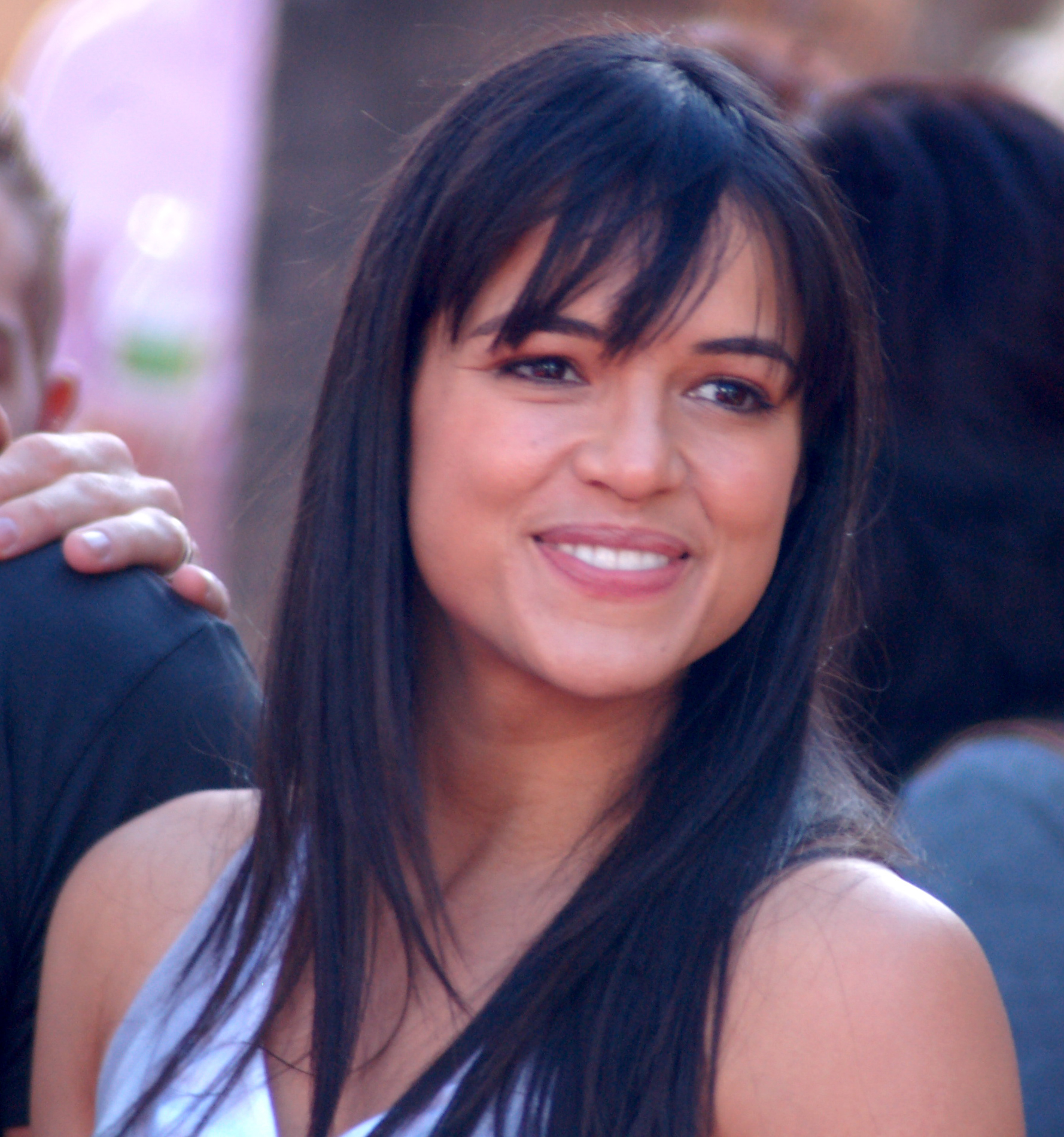
Michelle Rodríguez
geboren in 1978

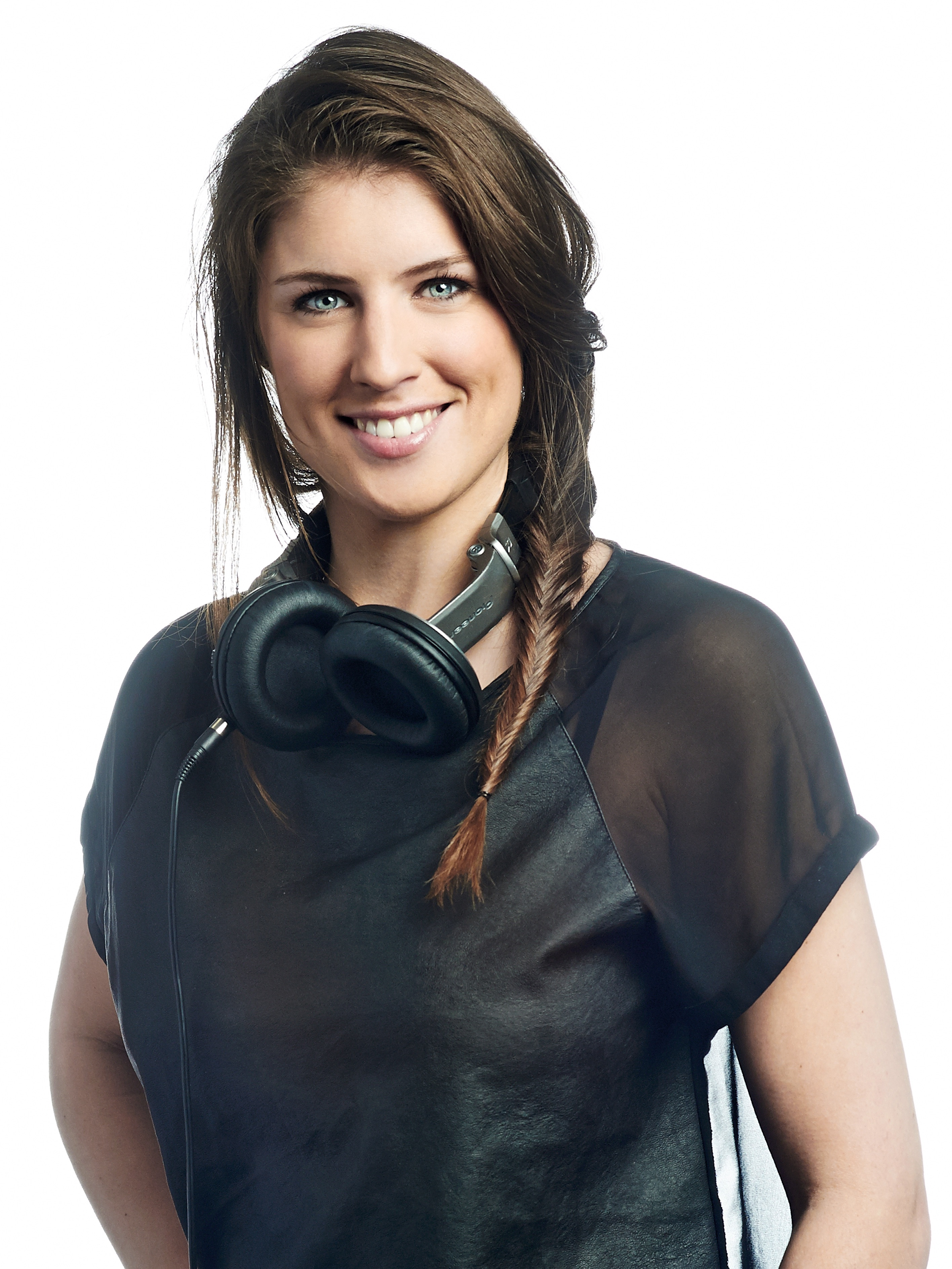
Marieke Elsinga
geboren in 1986

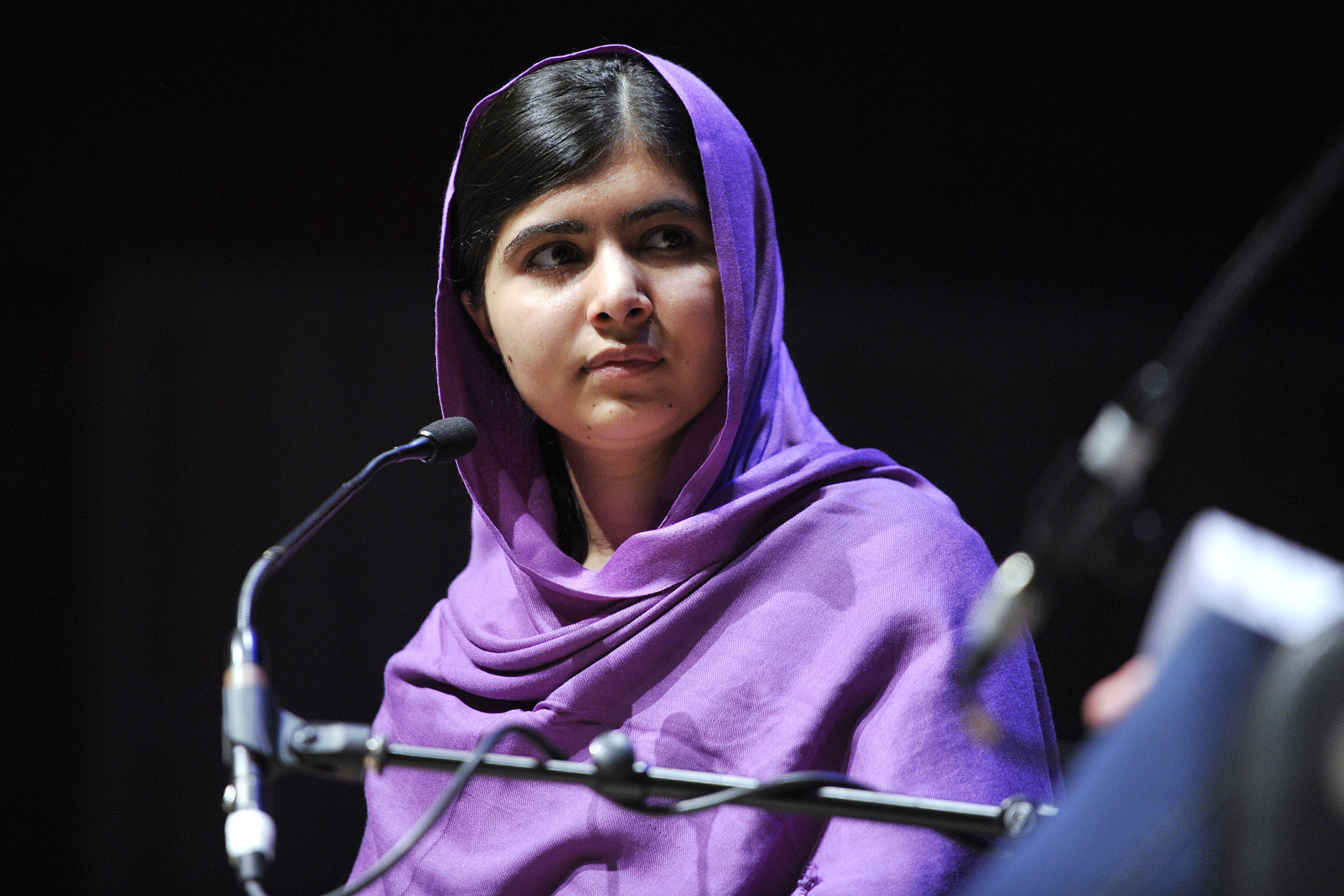
Malala Yousafzai
geboren in 1997

- 100 v.Chr. - Julius Caesar (of 13 juli), Romeins staatsman (overleden 44 v.Chr.)
- 1596 - Michaël I van Rusland, tsaar van Rusland (overleden 1645)
- 1675 - Evaristo Felice dall'Abaco, Italiaans componist (overleden 1742)
- 1730 - Josiah Wedgwood, Engels pottenbakker (overleden 1795)
- 1817 - Henry David Thoreau, Amerikaans schrijver en filosoof (overleden 1862)
- 1824 - Eugène Boudin, Frans kunstschilder (overleden 1898)
- 1854 - George Eastman, Amerikaans industrieel en uitvinder van het Kodak-fototoestel (overleden 1932)
- 1861 - George Washington Carver, Amerikaans chemicus en botanicus (overleden 1943)
- 1867 - Angelo Maria Dolci, Italiaans nuntius in België en curiekardinaal (overleden 1939)
- 1868 - Stefan George, Duits schrijver (overleden 1933)
- 1870 - Lodewijk II van Monaco (overleden 1949)
- 1884 - Amedeo Modigliani, Italiaans schilder en beeldhouwer (overleden 1920)
- 1886 - Raoul Hausmann, Duits kunstenaar (overleden 1971)
- 1890 - René Barbier, Belgisch componist (overleden 1981)
- 1891 - Jan Pieter Bos, oudste Nederlandse man ooit (overleden 2002)
- 1891 - Jetta Goudal, Nederlands-Amerikaans actrice (overleden 1985)
- 1895 - Richard Buckminster Fuller, Amerikaans wetenschapper (overleden 1983)
- 1895 - Oscar Hammerstein II, Amerikaans tekstschrijver (overleden 1960)
- 1904 - Pablo Neruda, Chileens schrijver en Nobelprijswinnaar (overleden 1973)
- 1908 - Wilhelmina Bladergroen, Nederlands kinderpsychologe (overleden 1983)
- 1912 - Laurean Rugambwa, Tanzaniaans kardinaal-aartsbisschop van Dar es Salaam (overleden 1997)
- 1912 - Petar Stambolić, Joegoslavisch politicus (overleden 2007)
- 1913 - Willis Lamb, Amerikaans natuurkundige en Nobelprijswinnaar (overleden 2008)
- 1913 - Piet Smet, Belgisch atleet (overleden 1980)
- 1915 - Jozef Maria Heusschen, Belgisch bisschop van Hasselt (overleden 2002)
- 1917 - Andrew Wyeth, Amerikaans schilder (overleden 2009)
- 1920 - Pierre Berton, Canadees auteur (overleden 2004)
- 1921 - Bram Bogart, Nederlands-Belgisch kunstschilder (overleden 2012)
- 1921 - Hans Koning, Nederlands-Amerikaans journalist, publicist en schrijver (overleden 2007)
- 1922 - Hendrik Sarink, Nederlands (correspondentie)schaker
- 1922 - Christa von Schnitzler, Duits beeldhouwster (overleden 2003)
- 1923 - Klaas van Dorsten, Nederlands verzetsstrijder en ondernemer (overleden 2007)
- 1923 - James Gunn, Amerikaans sciencefictionschrijver (overleden 2020)
- 1925 - Raphaël Geminiani, Frans wielrenner (overleden 2024)
- 1928 - Elias James Corey, Amerikaans scheikundige
- 1930 - Jean Brankart, Belgisch wielrenner (overleden 2020)
- 1930 - Guy Ligier, Frans rugbyspeler en autocoureur (overleden 2015)
- 1931 - André Laporte, Belgisch componist
- 1932 - Otis Davis, Amerikaans atleet (overleden 2024)
- 1932 - Eddy Wally, Belgisch zanger (overleden 2016)
- 1933 - Anneke Goudsmit, Nederlands politica
- 1933 - Eddy Wauters, Belgisch voetballer en voetbalbestuurder (overleden 2025)
- 1934 - Wiro Fagel, Nederlands abt (overleden 2022)
- 1934 - Tim Giago, Amerikaans journalist en uitgever (overleden 2022)
- 1935 - Barry Mason, Brits songwriter (overleden 2021)
- 1935 - Satoshi Omura, Japans biochemicus
- 1935 - Hans Tilkowski, Duits voetballer, trainer (overleden 2020)
- 1937 - Jan Buijs, Nederlands musicus en voorman van Electric Johnny & The Skyriders (overleden 2010)
- 1937 - Raymond Ceulemans, Belgisch biljarter
- 1937 - Evert Hartman, Nederlands schrijver (overleden 1994)
- 1937 - Lionel Jospin, Frans politicus; premier 1997-2002
- 1937 - Robert McFarlane, Amerikaans nationaal veiligheidsadviseur (overleden 2022)
- 1938 - Ronny Bierman, Nederlands actrice (overleden 1984)
- 1938 - Hans Karsenbarg, Nederlands acteur
- 1938 - Wieger Mensonides, Nederlands zwemmer
- 1942 - Willem Abma, Fries schrijver en dichter (overleden 2024)
- 1943 - Ernst Buschor, Zwitsers econoom en politicus (overleden 2023)
- 1943 - Christine McVie, Brits singer-songwriter (o.a. Fleetwood Mac) (overleden 2022)
- 1943 - Driek van Wissen, Nederlands dichter en leraar (overleden 2010)
- 1944 - Kees 't Hart, Nederlands schrijver, dichter en literatuurcriticus
- 1945 - Jeff Galloway, Amerikaans atleet
- 1945 - Ves Jacobs, Nederlands voetballer
- 1946 - Seán Keane, Iers violist (overleden 2023)
- 1946 - Josep Maria Terricabras i Nogueras, Spaans filosoof en politicus (overleden 2024)
- 1947 - Carla Bogaards, Nederlands schrijfster
- 1947 - Anders Ljungberg, Zweeds voetballer
- 1948 - Susan Blu, Amerikaans stemactrice en dialoogregisseuse
- 1948 - Richard Simmons, Amerikaans fitnesscoach en televisiepersoonlijkheid (overleden 2024)
- 1948 - Jay Thomas, Amerikaans acteur, komiek en radiopresentator (overleden 2017)
- 1950 - Eric Carr, Amerikaans drummer (overleden 1991)
- 1951 - Cheryl Ladd, Amerikaans actrice
- 1951 - Gerd Leers, Nederlands politicus
- 1952 - Elsbeth Boor, Nederlands juriste (overleden 2007)
- 1952 - Peter Marti, Zwitsers voetballer (overleden 2023)
- 1952 - Liz Mitchell, Jamaicaans zangeres (Boney M.)
- 1954 - Wolfgang Dremmler, Duits voetballer
- 1956 - Tony Galvin, Iers voetballer
- 1957 - Götz Alsmann, Duits televisiepresentator, jazzpianist en -zanger
- 1958 - Pier Tol, Nederlands voetballer
- 1959 - Charlie Murphy, Amerikaans acteur en komiek (overleden 2017)
- 1959 - Emil Stojanov, Bulgaars politicus en uitgever
- 1960 - Heri Dono, Indonesisch beeldend kunstenaar
- 1961 - Stef Bos, Nederlands zanger
- 1961 - Walter De Donder, Belgisch acteur en politicus
- 1962 - Dixie Dansercoer, Belgisch avonturier (overleden 2021)
- 1962 - Luc De Vos, Belgisch zanger (Gorki) (overleden 2014)
- 1962 - Erik Hoeksema, Nederlands schaker
- 1963 - Norman Alvis, Amerikaans wielrenner
- 1966 - Fons Borginon, Belgisch jurist en politicus
- 1966 - Ingrid van Engelshoven, Nederlands politica
- 1967 - Alloy Agu, Nigeriaans voetballer
- 1967 - Kevin Painter, Engels darter
- 1967 - John Petrucci, Amerikaans gitarist
- 1967 - Bruny Surin, Canadees atleet
- 1967 - Steven Thomas, Amerikaans advocaat en autocoureur
- 1968 - Janne Kolling, Deens handbalster
- 1968 - Catherine Plewinski, Frans zwemster
- 1968 - Angelique Seriese, Nederlands judoka
- 1969 - Anousha Nzume, Nederlands actrice en schrijfster
- 1969 - Hilde Van Wesepoel, Belgisch actrice
- 1971 - Kristi Yamaguchi, Amerikaans kunstschaatsster
- 1972 - Tibor Benedek, Hongaars waterpoloër (overleden 2020)
- 1973 - Christian Vieri, Italiaans voetballer
- 1974 - Sharon den Adel, Nederlands zangeres (Within Temptation)
- 1974 - Mariano Baracetti, Argentijns beachvolleyballer
- 1975 - Liliana Gafencu, Roemeens roeister
- 1975 - Jozef Valachovič, Slowaaks voetballer
- 1975 - Abdul Baser Wasiqi, Afghaans atleet
- 1976 - Andrej Michnevitsj, Wit-Russisch atleet
- 1977 - Marco Silva, Portugees voetballer en voetbalcoach
- 1978 - Rudy van Breemen, Nederlands paralympisch sporter
- 1978 - Florien Cornelis, Nederlands hockeyster
- 1978 - Michelle Rodríguez, Amerikaans actrice
- 1979 - Björn Sengier, Belgisch voetballer
- 1980 - Thieu van Son, Nederlands paralympisch sporter
- 1982 - Antonio Cassano, Italiaans voetballer
- 1982 - Benjamin Lacombe, Frans schrijver en illustrator van jeugdboeken
- 1982 - Jaroslav Soukup, Tsjechisch biatleet
- 1983 - Yarelis Barrios, Cubaans atlete
- 1983 - Libania Grenot, Cubaans/Italiaans atlete
- 1983 - Andrae Williams, Bahamaans atleet
- 1984 - Lore Dijkman, Nederlands actrice
- 1984 - Gareth Gates, Brits zanger
- 1984 - Eladio Sánchez, Spaans wielrenner
- 1984 - Yuki Takahashi, Japans motorcoureur
- 1985 - Wilson Chebet, Keniaans atleet
- 1985 - Luiz Ejlli, Albanees zanger
- 1985 - Emil Hegle Svendsen, Noors biatleet
- 1986 - Diego Nunes, Braziliaans autocoureur
- 1986 - Marieke Elsinga, Nederlands presentatrice en radio-dj
- 1986 - Jamie Grant, Nederlands actrice
- 1988 - Patrick Beverley, Amerikaans basketballer
- 1988 - Christian Pichler, Oostenrijks schaatser
- 1988 - Beau Schneider, Nederlands acteur
- 1988 - Thomas Smet, Belgisch atleet
- 1989 - Rose Chelimo, Keniaans/Bahreins atlete
- 1989 - Hilary Knight, Amerikaans ijshockeyster
- 1990 - Yassine El Ghanassy, Marokkaans-Belgisch voetballer
- 1990 - Xu Mengtao, Chinees freestyleskiester
- 1991 - Jamie van Lieshout, Nederlands atlete
- 1991 - James Rodríguez, Colombiaans voetballer
- 1991 - Erik Per Sullivan, Amerikaans acteur
- 1992 - Romy Krommert, Nederlands zangeres en (musical)actrice
- 1993 - Lukas Lerager, Deens voetballer
- 1994 - Mathias Broothaerts, Belgisch atleet
- 1994 - Michael Zetterer, Duits voetballer
- 1995 - Mason Alexander Park, Amerikaans acteur
- 1995 - Moses Simon, Nigeriaans voetballer
- 1996 - Valentin Madouas, Frans wielrenner
- 1997 - Malala Yousafzai, Pakistaans kinderrechtenactiviste
- 1998 - Reece Howden, Canadees freestyleskiester
- 2000 - Sebastián Fernández, Venezolaans autocoureur
- 2001 - Kaylee McKeown, Australisch zwemster
- 2002 - Jennie-Lee Burmansson, Zweeds freestyleskiester
- 2004 - Hugo de la Calle, Spaans wielrenner
- 2004 - Vojtěch Kmínek, Tsjechisch wielrenner

## Overleden

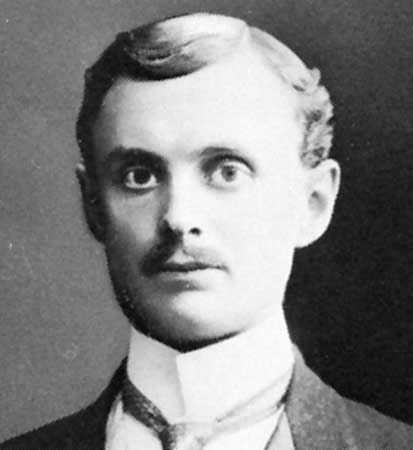
Charles Rolls
overleden in 1910

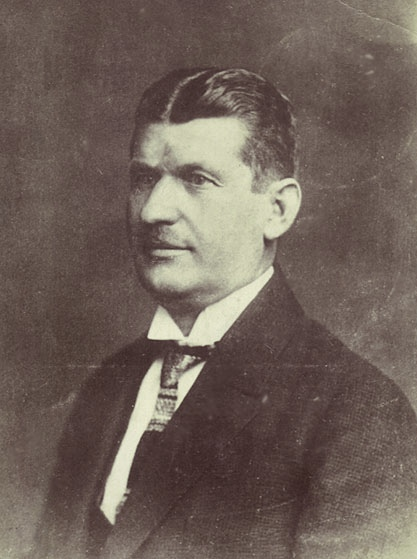
Tomáš Baťa
overleden in 1932

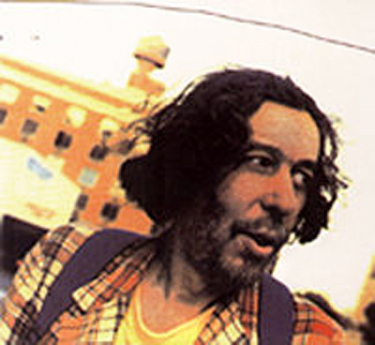
Tuli Kupferberg
overleden in 2010

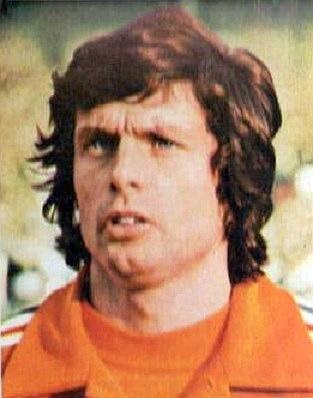
Wim Suurbier
overleden in 2020

- 783 - Bertrada van Laon (~63), Frankische koningin
- 886 - Heilige Ansbald van Prüm
- na 1164 - Beatrix van Limburg, Duits edelvrouw
- 1536 - Desiderius Erasmus (68), Nederlands humanist
- 1712 - Richard Cromwell (85), 'Lord Protector' van Engeland, Schotland en Ierland
- 1742 - Evaristo Felice dall'Abaco (67), Italiaans componist
- 1773 - Johann Joachim Quantz (76), Duits componist
- 1849 - Dolley Madison (81), Amerikaans first lady (echtgenote van Amerikaans president James Madison)
- 1855 - Pavel Nachimov (53), Russische admiraal
- 1856 - Nicaise Augustin Desvaux (71), Frans botanicus
- 1902 - Pieter Caland (75), Nederlands waterbouwkundig ingenieur
- 1910 - Charles Rolls (32), Brits autofabrikant
- 1919 - Frederike van Uildriks (65), Nederlands lerares en schrijfster
- 1920 - Herman Van den Reeck (19), Belgisch politiek geëngageerd student
- 1921 - Harry Hawker (32), Australisch vliegtuigontwerper en testpiloot
- 1923 - Hans Schatzmann (75), Zwitsers politicus
- 1926 - Gertrude Bell (57), Brits archeologe, schrijfster en spionne
- 1926 - Charles Wood (60), Iers componist
- 1932 - Tomáš Baťa (56), Tsjechisch ondernemer en fabrikant
- 1935 - Ernesto Brown (50), Argentijns voetballer
- 1935 - Alfred Dreyfus (75), Frans marine-officier
- 1944 - Theodore Roosevelt jr. (56), Amerikaans militair
- 1945 - Wolfram von Richthofen (49), Duits oorlogsvlieger
- 1953 - Joseph Jongen (79), Belgisch componist
- 1960 - Pietro Fumasoni Biondi (87), Italiaans curiekardinaal
- 1964 - Théo De Joncker (70), Belgisch componist
- 1968 - Francesco Morano (96), Italiaans curiekardinaal
- 1976 - Guillermo Tolentino (85), Filipijns beeldbouwer
- 1981 - Ben Sijes (73), Nederlands historicus
- 1983 - Chris Wood (39), Brits musicus, medeoprichter van Traffic
- 1984 - Omer Smet (93), Belgisch atleet
- 1986 - Wim Wama (67), Nederlands acteur komiek en entertainer
- 1988 - John Massis (48), Belgisch stuntman, krachtpatser en tandacrobaat
- 1989 - Rinus van Galen (Martin Gale) (58), Nederlands componist
- 1989 - Wolfgang van Hessen (92), Duits prins
- 1993 - Ferdinando Giuseppe Antonelli (96), Italiaans curiekardinaal
- 1993 - Lily Bouwmeester (91), Nederlands actrice
- 1994 - Henk Terlingen (52), Nederlands sportjournalist en -presentator
- 1996 - Gottfried von Einem (78), Oostenrijks componist
- 2000 - Ron Kroon (58), Nederlands zwemmer
- 2001 - Jacques Vercruysse (71), Belgisch atleet
- 2003 - Benny Carter (95), Amerikaans altsaxofonist
- 2005 - Casto Alejandrino (93), Filipijns communistenleider
- 2006 - Hubert Lampo (85), Belgisch schrijver
- 2006 - Loredana Nusciak (64), Italiaans actrice en model[5]
- 2007 - Paul Akkermans (83), Belgisch politicus
- 2009 - Shesha Palihakkara (81), Sri Lankaans acteur
- 2009 - Pavel Smejan (52), Russisch muzikant en componist
- 2009 - Simon Vinkenoog (80), Nederlands schrijver en dichter
- 2010 - Günter Behnisch (88), Duits architect
- 2010 - Olga Guillot (87), Cubaans zangeres
- 2010 - James P. Hogan (69), Brits sciencefiction-schrijver
- 2010 - Tuli Kupferberg (86), Amerikaans dichter
- 2010 - Paulo Moura (77), Braziliaans klarinettist en saxofonist
- 2011 - Francisco Villagrán Kramer (84), Guatemalteeks jurist en politicus
- 2012 - Else Holmelund Minarik (91), Amerikaans kinderboekenschrijfster
- 2012 - Arnold Rood (60), Nederlands zwemmer en fysiotherapeut
- 2013 - Elaine Morgan (92), Brits schrijfster
- 2014 - Nestor Basterretxea (90), Spaans beeldhouwer, schilder en filmregisseur
- 2014 - Joop Haffmans (91), Nederlands beeldhouwer en grafisch ontwerper
- 2015 - Tenzin Delek (65), Tibetaans monnik en gedetineerde
- 2015 - Chenjerai Hove (59), Zimbabwaans schrijver
- 2016 - Heintje Bondo (79), Nederlands dorpsfiguur
- 2016 - Goran Hadžić (57), Servisch-Kroatisch van oorlogsmisdaden verdacht politicus
- 2016 - Simon Levie (91), Nederlands kunsthistoricus
- 2016 - Paul Wühr (89), Duits schrijver
- 2016 - Zygmunt Zimowski (67), Pools aartsbisschop
- 2017 - Gerrit Braks (84), Nederlands politicus en bestuurder[6]
- 2017 - Ari Stolk (83), Nederlands kunstschilder en tekenaar
- 2018 - Wibo van de Linde (79), Nederlands tv-journalist en programmamaker
- 2018 - Pierre Romeijer (88), Belgisch chef-kok
- 2018 - Robert Wolders (81), Nederlands acteur
- 2018 - Fred van der Zwan (82), Nederlands waterpolospeler
- 2020 - Kelly Preston (57), Amerikaans actrice
- 2020 - Wim Suurbier (75), Nederlands voetballer
- 2021 - Paul Orndorff (71), Amerikaans professioneel worstelaar
- 2022 - Philip Lieberman (87), Amerikaans taalkundige
- 2022 - Bramwell Tovey (69), Brits componist, dirigent en pianist
- 2022 - Noël Vanclooster (78), Belgisch wielrenner
- 2022 - Jan Wijn (88), Nederlands pianist en pianopedagoog
- 2023 - Heide Simonis (80), Duits politica
- 2023 - Marjan Tomšič (83), Sloveens schrijver, toneelschrijver en journalist
- 2024 - Ellis Brandon (101), Nederlands Engelandvaardster
- 2024 - Tonke Dragt (93), Nederlands kinderboekenschrijfster
- 2024 - Dr. Ruth (Ruth Westheimer) (96), Duits-Amerikaans sekstherapeut, schrijfster en televisiepresentatrice
- 2024 - Bill Viola (73), Amerikaans kunstenaar
- 2025 - Rudolf van den Berg (76), Nederlands regisseur
- 2025 - Aart de Kort (62), Nederlands organist
- 2025 - Lucio Russo (80), Italiaans wis- en natuurkundige

## Viering/herdenking
- Kiribati - Onafhankelijkheidsdag
- Mongolië - Naadam (2e dag)

Onafhankelijkheidsdag Kiribati

Onafhankelijkheidsdag Mongolië

- Noord-Ierland - Battle of the Boyne Dag
- Sao Tomé en Principe - Onafhankelijkheidsdag
- Rooms-Katholieke kalender:
  - Heiligen Louis Martin († 1894) en Marie-Azélie Guérin († 1877)
  - Heiligen Nabor en Felix (van Milaan) († c. 303)
  - Heilige Marciana van Toledo († c. 303)
  - Heilige Johan Gualbert († 1073)
  - Heilige Hermagoras van Aquileia († c. 304)
  - Heilige Veronica († 1e eeuw)
  - Dorothea Visser († 1876)

## Weerextremen

### Nederland
| | Officiële records | Officiële records | Officiële records |      | Landelijke records | Landelijke records | Landelijke records  |
| Gebeurtenis | Jaar              | Extreem           | Locatie           | Jaar | Extreem            | Locatie            |                     |
| --- | ----------------- | ----------------- | ----------------- | ---- | ------------------ | ------------------ | ------------------- |
| Laagste etmaalgemiddelde temperatuur (°C) | 1993              | 11,3              | De Bilt           |      | 1906 1930, 2000    | 10,5 10,5          | Eelde Maastricht    |
| Hoogste etmaalgemiddelde temperatuur (°C) | 1923              | 25,4              | De Bilt           |      | 1994               | 27,4               | IJmuiden            |
| Laagste minimumtemperatuur (°C) | 1993              | 5,3               | De Bilt           |      | 1986               | 2,7                | Deelen              |
| Hoogste minimumtemperatuur (°C) | 1923              | 18,5              | De Bilt           |      | 1994               | 21,7               | Rotterdam Geulhaven |
| Laagste maximumtemperatuur (°C) | 1956              | 13,9              | De Bilt           |      | 1906               | 12,7               | De Kooy, Eelde      |
| Hoogste maximumtemperatuur (°C) | 1923              | 32,9              | De Bilt           |      | 1923 1941          | 34,3 34,3          | De Kooy Eelde       |
| Hoogste uurgemiddelde windsnelheid (m/s) | 1930, 1953        | 11,3              | De Bilt           |      | 1998               | 20,0               | IJmuiden            |
| Hoogste windstoot (m/s) | 1954              | 18,0              | De Bilt           |      | 2010               | 32,0               | Maastricht          |
| Langste zonneschijnduur (uur) | 1902              | 15,2              | De Bilt           |      | 1979               | 15,3               | Eelde, Leeuwarden   |
| Langste neerslagduur (uur) | 1998              | 15,1              | De Bilt           |      | 1998               | 16,5               | Deelen              |
| Hoogste etmaalsom van de neerslag (mm) | 2011              | 58,9              | De Bilt           |      | 2011               | 58,9               | De Bilt             |
| Laagste etmaalgemiddelde relatieve vochtigheid (%) | 1923              | 51                | De Bilt           |      | 1923, 1928         | 44                 | Maastricht          |
| Laagste uurwaarde luchtdruk op zeeniveau (hPa) | 1961              | 996,5             | De Bilt           |      | 1961               | 994,7              | Vlissingen          |
| Hoogste uurwaarde luchtdruk op zeeniveau (hPa) | 1969, 2005        | 1030,1            | De Bilt           |      | 2005               | 1031,3             | De Kooy, Vlieland   |
| Officiële records worden altijd gemeten op het KNMI-weerstation in De Bilt. Landelijke records kunnen worden gemeten op elk officieel KNMI-weerstation in Nederland. |                   |                   |                   |      |                    |                    |                     |

Uitzonderlijke gebeurtenissen
- 1901 - Officieel hoogste maximumtemperatuur in °C van het jaar gemeten in De Bilt: 30,3
- 1901 - Eerste en enige officiële tropische dag van het jaar (maximumtemperatuur ≥ 30 °C in De Bilt)
- 1920 - Officieel hoogste maximumtemperatuur in °C van het jaar gemeten in De Bilt: 26,3
- 1924 - Officieel hoogste minimumtemperatuur in °C van het jaar gemeten in De Bilt: 15,7
- 1928 - Eerste officiële zomerse dag van het jaar (maximumtemperatuur ≥ 25 °C in De Bilt)
- 1941 - Laatste officiële tropische dag van het jaar (maximumtemperatuur ≥ 30 °C in De Bilt)
- 1955 - Officieel hoogste minimumtemperatuur in °C van het jaar gemeten in De Bilt: 17,1

### België
Dagrecords
- 1888 - Laagste etmaalgemiddelde temperatuur 10,1 °C
- 1923 - Hoogste etmaalgemiddelde temperatuur 25,7 °C
- 1902 - Laagste minimumtemperatuur 5,3 °C
- 1923 - Hoogste maximumtemperatuur 31,9 °C
- 1976 - Hoogste etmaalsom van de neerslag 34 mm

Uitzonderlijke gebeurtenissen
- 1930 - Maximumtemperatuur slechts 12,7 °C in Ukkel en 8,5 °C op de Baraque Michel (Jalhay).
- 1955 - 86 mm neerslag in Nessonvaux (Trooz).
- 2013 - De minimumtemperatuur zakt tot 2,8 °C in Elsenborn (Bütgenbach).

<< · 1 · 2 · 3 · 4 · 5 · 6 · 7 · 8 · 9 · 10 · 11 · 12 · 13 · 14 · 15 · 16 · 17 · 18 · 19 · 20 · 21 · 22 · 23 · 24 · 25 · 26 · 27 · 28 · 29 · 30 · 31 · >>